# François Peltier (artiste peintre)
Cet article concerne le peintre. Pour l'écrivain, coach et formateur auprès du XV de France, voir François Peltier (écrivain).
Pour les articles homonymes, voir Peltier.
François, Marie, Jehan Peltier est un artiste peintre français né le 7 septembre 1955 à Bordeaux-Caudéran. Auteur du Chemin de Croix de Bias (Lot-et-Garonne), l'Apocalypse de Saint-Émilion (Gironde) et les Pèlerins d'Emmaüs de Conques (Aveyron). Il vit en Lot-et-Garonne dans le château de Favols.

## Jeunesse et formation
Dernier enfant d'une fratrie de huit, il suit les premières années sa scolarité à l'École européenne de Luxembourg où son père est fonctionnaire international.
À quinze ans en 1970, il est envoyé comme interne à l'école Saint-Joseph de Sarlat (Dordogne) où il reste quatre ans. Après ses études secondaires, il est accepté sur dossier à l'Académie royale des beaux-arts de Bruxelles, où, il entre en 3e année de dessin et en 1re année de technique picturale. Il en sort quatre ans plus tard avec le Diplôme supérieur de peinture de chevalet (mention bien). Parallèlement, il se forme à la gravure à la Manufacture d'Estampe et de Livre d'Art de Bruxelles et publie son premier livre à tirage limité (250 exemplaires - décembre 1976) Glacis, poèmes illustrés de linogravures originales dont un exemplaire lui est demandé à la Bibliothèque du Congrès (Washington).
Après son service militaire (1978-1979), il se marie en 1983 à Bias (Lot-et-Garonne) avec Sylvie Escande qui sera sa collaboratrice ; ils auront quatre enfants.

## Les débuts de peintre
Il s'installe en Lot-et-Garonne en 1981, à Villeneuve-sur-Lot et commence sa carrière de peintre.
Ses tableaux sont marqués par l’influence des Primitifs flamands aussi bien techniquement (peinture sur bois, préparation lisse, glacis) que dans l'inspiration (nature morte, influence de Breughel et Jérôme Bosch). Il fait les salons habituels : Salon d'automne, Salon des artistes français, etc.).
Pour subsister, il effectue des travaux de graphiste (logo, dépliants, etc.), et vend par courtage.
La première grande étape se situe en décembre 1991. À la suite d'un voyage à Venise, il conçoit sa première exposition thématique sur toile. Reflets sur l'eau en gros plan, détail de mur « lépreux », etc. Pour la première fois, il intègre une mise en scène : tissus, travail des encadrements avec son épouse, installation. Il décide de cesser de travailler avec un agent, et de faire les Salons parisiens.

## Les «expositions concept»
En 1996, il décide de faire une exposition-concept. Ce sera une « Arche », puzzle de 35 tableaux sur planches, constituant un ensemble de 13 mètres de long sur 3,60 mètres de haut. Peint sur planches de peuplier, elle est présentée la première fois en mars 1997 au théâtre de Villeneuve-sur-Lot. L'Arche marque le vrai départ de la carrière de François Peltier. Un livre est consacré à l'Arche ainsi que deux reportages TV. Elle sera exposée douze fois dont la Foire Internationale de Lyon, l'abbaye Sainte-Marie de Lagrasse, sous chapiteau au pied de la tour Eiffel à Paris, invitée par la SPA, à Bruxelles sur la scène du Théâtre de la Montagne magique, au théâtre d'Esch-sur-Alzette au Luxembourg...
À partir de ce moment, il choisira le concept d'exposition qui représente un ensemble construit, où chaque tableau n'est qu'un élément du tout.
Ce sera en 2000, les Vertus, (qui sera invitée par la ville d’Avila (Espagne) dans l’église San Francisco, un ensemble où chacune des sept vertus est associée à une des couleurs de l'arc en ciel. En 2005, les Jardins où le jardin est vu comme la nostalgie du Paradis perdu dans différentes civilisations.
En 2007, Le Jeu de l'Oie, comme labyrinthe initiatique à voie unique.
Il a exposé dans sept pays, France, Italie, Suisse, Luxembourg, Espagne, Belgique, Pays-Bas et a vendu dans quinze pays : les sept susnommés et l'Allemagne, le Royaume-Uni, le Danemark, l'Autriche, le Viêt Nam Madagascar et Taïwan.

## Premier Musée, Favolus
De novembre 2008 à janvier 2009, il bénéficie de sa première exposition personnelle en Musée, au Musée de Gajac (Lot-et-Garonne). Il en profite pour présenter l’étape suivante de son cheminement : Favolus. Bâtiments et paysage deviennent le support même de l'œuvre d'art. Pour cela, il s'entoure d'autres artistes, et d'autres compétences. Ce projet est à son tout début et devrait s'étaler sur dix ou quinze ans. Une association, « Brin de Licorne », est créée pour aider le projet à se réaliser.
Fin 2010, il crée l’ensemble du décor (murs, meubles) du siège des éditions du Sablier à Forcalquier.

## Art sacré
Au printemps 2009, son travail prend un virage avec la demande de la paroisse de Bias (Lot et Garonne). Il travaille de plus en plus dans l'art sacré pour l'Église de France. Il conçoit la « mise en couleur » de l'église, église ancienne non classée où il emploie des couleurs vives. Devant le succès de ce choix, la paroisse lui commande un chemin de croix contemporain.
Il le réalise en sept mois, à même le mur. Ce travail est inauguré par l’évêque d’Agen, Monseigneur Herbreteau en avril 2010 et reçoit un écho national. Il servira de support par projection sur grand écran, au chemin de Croix dans la basilique souterraine de Notre-Dame de Lourdes lors de l’Assemblée Générale de l’Ancoli (assemblée nationale des chorales liturgiques)  le 30 octobre 2011
En 2011, exposition de deux mois (juillet et août) dans le cloître de la collégiale de Saint-Émilion.
En 2012, il crée la Porte de la Foi dans l'église Sainte-Catherine de Villeneuve-sur lot, inaugurée une fois encore par Monseigneur Herbreteau, évêque d'Agen. Conçue pour rester un an, elle est toujours en place en décembre 2015.
L'année suivante (2013) création d'un crucifix de deux mètres de haut pour l'église de Cancon (Lot-et-Garonne) et d'une tombe au cimetière de la Chartreuse à Bordeaux.
Création en 2014 du Christ pour la tombe (à Paris) et la stèle (en Guyane) de Sophie Morinière, jeune française décédée en se rendant au JMJ de Rio, à la demande d'Augustin Frison-Roche, maître d'œuvre.
Cette même année, il crée à la demande du Diocèse de Versailles, la Porte de la Miséricorde (porte sud-est) pour le Jubilé de la Miséricorde décidé par le Pape François, ainsi que cinq stations jubilaires pour la Cathédrale Saint-Louis de Versailles. Elle a été « ouverte » par Monseigneur Éric Aumonier, évêque de Versailles, le dimanche 13 décembre 2015.
Le Vendredi saint 14 avril 2017 est inauguré le chemin de Croix de Bidart (Pyrénées Atlantiques) commandé par le curé de Bidart, Jean-Paul Martinon et par Mgr Marc Aillet, évêque de Bayonne.
En 2017, une œuvre consacrée au Christ avec Marthe et Marie est installée dans la chapelle de l'hôpital Saint-André à Bordeaux  inaugurée et bénie le 13 septembre 2017.
En 2015, commence le projet d'une Apocalypse dans le cloître de la collégiale de Saint-Émilion, classé au Patrimoine mondial de l'Humanité, à la demande du curé de Saint-Émilion. Le projet crée la polémique (coût, sujet, permanence pérenne) et est toujours en cours. Le délai prévu est de trois ans et doit se terminer en 2017. En juin 2017 la paroisse de Saint-Émilion décide de mensualiser François Peltier de juillet 2017 à juillet 2018 afin de lui permettre de se consacrer exclusivement à l'Apocalypse et de présenter une seconde version plus aboutie le 1er juillet 2018. L'Apocalypse peinte dans la galerie Ouest du cloître mesure 38,5 m de long sur 5 mètres de haut.
Enfin après des années de labeur, cette Apocalypse dite de Saint-Emilion est inaugurée le dimanche 16 décembre 2018, lors de vêpres par le Cardinal Ricard, Archevêque de Bordeaux, évêque de Bazas, en présence de Monseigneur Hubert Herbreteau, Evêque d'Agen mais aussi Président de la Commission Art et Foi à la Conférence des Evêques de France, du Maire de Saint-Emilion et d'un nombreux public.. L'installation demanda cinq jours à sept personnes, et cinquante personnes des donateurs, en passant par les assistants, les charpentiers et les petites mains permirent cette création. Création entièrement financée par la Paroisse de Saint-Emilion et des dons privés sans aucune subvention.
La DRAC (direction régionale de l'Action culturelle) autorise la présentation de l'Apocalypse dans le cloître de la Collégiale jusqu'au 31 juillet 2021. Un film de 26 minutes produit par le CFRT pour le Jour du Seigneur sur France 2 et réalisé par Jean-Yves Fischbach intitulé "Une vision de l'Apocalypse"  a été tourné  durant la création a été diffusé le dimanche 7 juillet sur France 2. Un mapping de 30 minutes réalisé par JPB audio-visuel est projeté tous les soirs à la nuit du 14 juin au 1er septembre 2019 dans le cloitre de Saint-Emilion-Emilion.
Le 6 octobre 2019, pour la Sainte Foy, Monseigneur Bozo, et le Père Abbé de l'Abbaye de Mondaye  inaugurent un Triptyque de trois mètres sur deux. Le sujet est, volets fermés, Sainte Foy et Saint Jacques, et volets ouvert les Pèlerins d'Emmaüs. Ce triptyque est placé dans le Réfectoire des Pèlerins sur la route de Compostelle et est expliqué chaque soir par un Frère Prémontré.
En 2019 et 2020, il revient à un travail profane. À la demande du Marquis de Lur-Saluces, il crée et réalise la porte du Grand Chais du Château de Fargues, grand vin de Sauternes, hors classement. Ce travail de plus d'un an fait en parfaite harmonie a été pour cause de Covid, inaugurée et bénie de manière privée par Monseigneur Jean-Paul James, Archevêque de Bordeaux au printemps 2021.
En dehors de tableaux de commande, il travaille actuellement sur la création d'une chapelle privée en Bretagne (sujets : la Samaritaine, et la Résurrection de Lazare), et sur le projet du premier Chemin de Foi de l'Eglise en douze étapes, pour l'Abbaye Sainte Foy de Conques, projet formulé et impulsé par les Prémontrés lors de leur Chapitre Général du 21 Février 2021 à l'Abbaye de Mondaye

## Transmission, conférences
François Peltier considère comme fondamental la formation et la transmission du métier et de la pensée.
D'un côté  Il a formé le peintre sculpteur Augustin Frison-Roche par apprentissage "à l'ancienne " (pas de cours, mais directement implication progressive dans le travail) durant trois ans. Augustin Frison-Roche aujourd'hui travaille lui aussi pour l'Eglise (Apocalypse de la Cathédrale de Saint-Malo). Chaque année François Peltier fait un stage d'une semaine pour professionnels ou semi-professionnels, non seulement pour transmettre la technique du glacis mais aussi pour sensibiliser les artistes au métier et à une certaine conception de l'art. Il a également une fille, Louise Peltier-Guittard, qui a suivi le même parcours que lui (Académie des Beaux-Arts de Bruxelles)  et qui travaille juste à côté de chez lui. Louise Peltier-Guittard et Augustin Frison-Roche travaillent avec lui sur les projets monumentaux (l'Apocalypse de Saint Emilion par exemple)
D'un autre côté, François Peltier multiplie les interventions sur "l'Art et de la Foi" : formation de prêtres dans les diocèses, conférences en université (La Rochelle, Angers), ateliers et tables rondes (Congrès Mission 2020 et 2021), conférence au Congrés des recteurs de sanctuaires (janvier 2022 : "Beauté et Piété Populaire), une contribution au livre de 2022 de Monseigneur Dominique Rey sur "l'Art et la Foi", visites sur demande du Chemin de Croix de Bias et de l'Apocalypse de Saint-Emilion où il explique "in situ" le problème du sens et de l'art sacré actuel.
Peu à peu, il espère contribuer à réveiller l'Art sacré du XXIe siècle, et comme le dit Monseigneur Rey, désire être "Prophète de l'Espérance"

## Livres et divers
Il a publié cinq ouvrages et deux contributions :
- Glacis, Éditions François Peltier, Bruxelles, 1978
- Hépiale, Éditions du Cherche-Midi, 1980  (ISBN 224300934X)
- L’Arche, Éditions du Sablier, Dauphin, 1997  (ISBN 284390000X)
- Les Fables de Léonard de Vinci, Éditions du Sablier, Dauphin, 2000  (ISBN 2843900875)
- Il n’est jamais trop tôt pour cuisiner avec art, Éditions du Sablier, 2004  (ISBN 284390112X)
- Il n'est jamais trop tôt pour cuisiner avec art : les cuisines du monde, Éditions du Sablier 2012
- Il n'est jamais trop tôt pour cuisiner avec art : la cuisine française, Éditions du Sablier 2012[32]
- Patrimoine roman : 1000 ans d'histoire en Lot-et-Garonne (contribution: Permanence de l'esprit roman dans l'art aujourd'hui) 2021 éditions Pays, Histoire et Patrimoines
- En chemin vers la Beauté, Monseigneur Rey (contribution : "Beauté, voie du peintre") Editions de l'Emmanuel 2022